# Spinochariesthes albomaculata
Spinochariesthes albomaculata är en skalbaggsart som beskrevs av Stefan von Breuning 1970. Spinochariesthes albomaculata ingår i släktet Spinochariesthes och familjen långhorningar. Inga underarter finns listade i Catalogue of Life.